# Cárcel de Porlier
La cárcel de Porlier, oficialmente Prisión Provincial de Hombres número 1 de Madrid, fue una prisión que funcionó en Madrid (España) durante la Guerra Civil y la posguerra. Estaba situada en la calle del General Díaz Porlier, 54 (de ahí su nombre), en la manzana que forman la ya citada calle, y las de Padilla, Conde de Peñalver (entonces Torrijos) y José Ortega y Gasset (entonces Lista), ocupando las  nuevas instalaciones del colegio Calasancio. El edificio donde se encontraban los presos, no existe hoy en día, debido a un incendio y semiderrumbe del edificio principal. Hoy en día sigue cumpliendo funciones educativas en manos de los Padres Escolapios (Orden de las Escuelas Pías).
Incautado por el Gobierno tras el comienzo de la Guerra Civil, en un principio, el Consejo Superior de Protección de Menores del Ministerio de Justicia lo usó como albergue para niños abandonados, siendo transformado en prisión en agosto de 1936. Desde esta cárcel salieron, durante noviembre y diciembre de 1936, diversas sacas de presos cuyos integrantes fueron asesinados en Paracuellos de Jarama, unos episodios conocidos colectivamente como Matanzas de Paracuellos. Finalizada la contienda, el edificio siguió siendo una cárcel, ahora albergando presos del bando republicano, como Marcos Ana o los espías "aliados" detenidos en Canfranc. Permaneció abierta hasta 1944, cuando fue devuelta a los Escolapios, los cuales reanudaron la labor docente.
Tras la devolución, un grupo de antiguos presos del bando sublevado y alumnos crearon la Cofradía del Divino Cautivo el 10 de marzo de 1945, que desde ese año realizan la Procesión del Divino Cautivo, portando una imagen obra de Mariano Benlliure desde la capilla del colegio.